# Sunjajew-Seldowitsch-Effekt
Der Sunjajew-Seldowitsch-Effekt (nach Rashid Sunyaev und Jakow Borissowitsch Seldowitsch; engl. Transkription: Sunyaev-Zel'dovich effect, Abk. SZ-Effekt) erklärt den Mangel niederenergetischer Photonen und den Überschuss höherenergetischer Photonen im kosmischen Mikrowellenhintergrund, der aus Richtung von Galaxienhaufen beobachtet wird, durch Stöße der Photonen mit heißen Elektronen.
Die im Medium der Haufen enthaltenen heißen Elektronen können Photonen der kosmischen Hintergrundstrahlung streuen. Dabei wird durch den inversen Compton-Effekt im Mittel Energie von den Elektronen auf die Photonen übertragen, deren Frequenz sich entsprechend erhöht; es kommt zur beschriebenen Veränderung des Spektrums gegenüber dem ursprünglichen Planck-Spektrum.
Mit Hilfe des SZ-Effekts lassen sich Galaxienhaufen aufspüren, die als „Schatten“ vor dem gleichmäßigen Spektrum des kosmischen Hintergrundes sichtbar werden. Die Messung des Sunjajew-Seldowitsch-Effekts und die Suche nach entfernten Galaxienhaufen gehören zu den Zielen der Planck-Mission sowie den Beobachtungen mit dem Fred Young Submillimeter Telescope und dem Atacama Cosmology Telescope.